# 5140 Kida
5140 Kida (1990 XH) là một tiểu hành tinh vành đai chính được phát hiện ngày 8 tháng 12 năm 1990 bởi S. Ueda và H. Kaneda ở Kushiro.